# Cryptocentrum standleyi
Cryptocentrum standleyi är en orkidéart som beskrevs av Oakes Ames. Cryptocentrum standleyi ingår i släktet Cryptocentrum, och familjen orkidéer. Inga underarter finns listade i Catalogue of Life.